# Carl Peters
Carl Peters (ur. 27 września 1856 w Neuhaus nad Łabą, zm. 10 września 1918 w Bad Harzburg) – niemiecki polityk, publicysta, podróżnik i kolonialista. Założyciel Niemieckiej Afryki Wschodniej. 28 marca 1884 założył Niemiecką Spółkę Wschodnioafrykańską.

## Życiorys

### Pochodzenie i studia
Carl Peters urodził się w Amt Neuhaus w Królestwie Hanoweru jako syn Luterańskiego duchownego. Peters studiował historię i filozofię na uniwersytetach w Getyndze i Tybindze oraz na Uniwersytecie Humboldta w Berlinie. W 1879 r. został odznaczony złotym medalem przez Uniwersytet Fryderyka Wilhelma za rozprawę dotyczącą Traktatu Weneckiego z 1177 r.

### Ekspedycje do Afryki Wschodniej
Carl Peters był kolonialnym poszukiwaczem przygód schyłku XIX wieku. W 1884 roku Bismarck niechętnie zgodził się na formalne nabycie kolonii. Peters po dobiciu do brzegów Afryki Wschodniej zorganizował ekspedycję i wyruszył w głąb lądu, gdzie zawarł szereg traktatów z lokalnymi władcami. Zaniedbał konsultacji z niemieckim rządem w tych sprawach, a gdy Bismarck usłyszał o owych traktatach, jednoznacznie się od nich odżegnał. Peters wpadł w dalsze tarapaty, gdy okazało się, że nie tylko maltretował swoich tragarzy, ale również nawiązywał kontakty seksualne z afrykańskimi kobietami. Doniesienia o jego wątpliwym prowadzeniu się zaszokowały opinię publiczną, ale nie powstrzymało to Petersa przed dalszym dążeniem do stworzenia niemieckiego imperium kolonialnego w Afryce.

### Towarzystwa kolonialne
Carl Peters założył Towarzystwo Kolonizacji Niemieckiej w 1884 r., które w 1887 r. połączyło się z inną, podobnie ukierunkowaną grupą dając początek Niemieckiemu Towarzystwu Kolonialnemu. Znaczenie Petersa, połączone z wpływami jego zwolenników, wzrosło na tyle, że Bismarck poczuł się zobligowany do uznania jego wschodnioafrykańskiego przedsięwzięcia i ogłoszenia niemieckiego protektoratu nad eksplorowanymi przezeń obszarami, co było pierwszym krokiem na drodze do stworzenia niemieckiej kolonii Tanganiki. Jednakże w 1890 r. następca Bismarcka, Leo von Caprivi, przystał na oddanie części terenów zajętych przez Petersa, przede wszystkim Zanzibaru, Brytyjczykom w zamian za odstąpienie Niemcom wyspy Helgoland położonej na Morzu Północnym.